# Shashank Vyas
Shashank Vyas (Ujjain, 30. studenoga 1986.) indijski je glumac i model. Njegova je majka Geeta Vyas.

## Filmografija
| Godina              | Naziv          | Uloga        | Bilješka | Izvor |
| ------------------- | -------------- | ------------ | -------- | ----- |
| 2010.               | Tees Maar Khan |              |          | [ 1 ] |
| 2019.               | Ek Mulaqat     | Avi Malhotra |          |       |
| Još nije najavljeno |                | Laila        |          |       |

## Televizija
| Godina      | Naziv                       | Uloga                          | Bilješke | Izvor |
| ----------- | --------------------------- | ------------------------------ | -------- | ----- |
| 2010.–2015. | Mala nevjesta               | Jagdish Singh                  |          |       |
| 2014.–2015. | Box Cricket League 1        |                                |          | [ 2 ] |
| 2016.–2017. | Jaana Na Dil Se Door        | Ravish Vashisht                |          | [ 3 ] |
| 2018.–2019. | Roop - Mard Ka Naya Swaroop | Roopendra "Roop" Singh Vaghela |          |       |